# Шиносуке Хатанака
Шиносуке Хатанака (јап. 畠中 槙之輔; 25. август 1995) јапански је фудбалер.

## Репрезентација
За репрезентацију Јапана дебитовао је 2019. године. За национални тим одиграо је 7 утакмица.

## Статистика
| Јапан  | Јапан | Јапан |
| Год.   | Ута.  | Гол.  |
| ------ | ----- | ----- |
| 2019   | 7     | 0     |
| Укупно | 7     | 0     |